# Il libro degli specchi
Il libro degli specchi (The Book of Mirrors, 2017) è il primo romanzo scritto in inglese dal giornalista rumeno naturalizzato britannico Eugen Ovidiu Chirovici. Si tratta di un classico thriller psicologico con sfumature di giallo deduttivo e poliziesco.

## Storia editoriale
In una nota a fine libro l'autore confida ai lettori che l'idea del romanzo gli venne pochi anni prima quando, durante una visita della madre, ricordò di avere partecipato, da bambino in tenera età, al funerale di un calciatore; cosa assolutamente negata dalla genitrice, mentre lo scrittore ne ha un limpido ricordo (con i dettagli della bara aperta con il pallone dentro). La signora afferma che in realtà fu il padre dello scrittore a partecipare alle esequie. Da questo episodio nacque l'interesse dell'autore per la fallacia della memoria umana: in un'intervista afferma che l'80% dei ricordi che abbiamo sono falsi. In un'altra intervista Chirovici afferma inoltre che vedendo una studentessa aiutata dal suo coinquilino ad aprire un barattolo di salsa gli venne la "scintilla" del romanzo.

## Trama
(John Keller)
Peter Katz è un agente letterario di una piccola casa editrice newyorkese. Sommerso da richieste di lettura di manoscritti di aspiranti scrittori, un giorno riceve una email da tale Richard Flynn, anonimo pubblicitario del New Jersey, in cui vi sono una concisa ma efficace lettera di presentazione che colpisce l'agente (abituato a lettere ben più anonime o troppo ricche di dettagli), e il manoscritto dell'inizio di un romanzo autobiografico, intitolato Il libro degli specchi. Nella lettera Flynn accenna a un tragico avvenimento accaduto circa trent'anni prima, quando era studente presso la prestigiosa università di Princeton, avvenimento di cui afferma di avere trovato una spiegazione.
Il manoscritto narra dell'ultimo anno universitario di Flynn da studente di lettere, il 1987, quando conobbe la sua nuova coinquilina, Laura Baines. La geniale ragazza, già laureata e specializzata in matematica, stava frequentando Princeton per un secondo dottorato in psicologia, con relatore il professor Joseph Wieder, luminare della materia e già collaboratore della polizia come profiler. Dopo qualche tempo, Richard e Laura iniziarono una relazione; per la ragazza si trattava più che altro di un rapporto puramente fisico, mentre il ragazzo ne fu completamente ossessionato, tanto da immaginare una relazione fra Laura e il professor Wieder. Un giorno Laura portò Richard a cena nella villa rétro di Wieder; la ragazza e il docente accennarono a una ricerca rivoluzionaria sulla memoria (e sulla capacità di ingannarla) di cui si stavano occupando, la prima nella tesi di dottorato e il secondo in un libro di prossima pubblicazione. Qualche tempo dopo, Wieder offrì a Richard un lavoro di aiuto-bibliotecario affinché catalogasse e sistemasse i numerosi testi posseduti dal luminare. Nella villa già lavorava come tuttofare un certo Derek Simmons, presunto uxoricida assolto dalle accuse grazie a una perizia con cui Weider lo dichiarò incapace di intendere e volere: dopo un incidente in cui perse la memoria, lo studioso, mosso a pietà, lo assunse. Il racconto prosegue con i tentativi di Richard di emergere come scrittore e con le sue ossessioni verso Laura, che sospettava gli mentisse continuamente, finché ella gli confessò che era perseguitata dall'ex fidanzato e che si stava nascondendo da lui, ma disgraziatamente ne aveva ritrovato le tracce. Flynn però continuava a sospettare che la ragazza non gliela raccontasse giusta e la sera del 21 dicembre 1987, non sapendo dove fosse, si recò a cercarla a casa del professore.
Il manoscritto termina così. Nelle ultime pagine Flynn racconta che la mattina del 22 dicembre 1987 il professor Joseph Weider fu ritrovato ucciso a mazzate nella sua villa; il colpevole non venne mai trovato. Nella lettera di accompagnamento Flynn asserisce di avere scritto la verità sul caso nella seconda parte del romanzo. Katz, roso dalla curiosità, cerca di rintracciare il suo corrispondente, ma scopre che è recentemente deceduto e la convivente afferma di non sapere di alcun manoscritto. L'agente si rivolge quindi a un suo amico, John Keller, abile cronista, cui affida il compito di ritrovare le tracce di tutti i personaggi citati nel manoscritto e la seconda parte del manoscritto stesso. Allettato dalla sfida (e dal compenso), Keller accetta. Con l'aiuto di un investigatore privato, il giornalista rintraccia e intervista tutte le persone protagoniste e sfiorate dalla vicenda, fra cui Laura, Simmons, Sarah Harper (amica di Laura che le fornì un alibi di ferro) e Roy Freeman (il detective che indagò sull'omicidio), traendone un quadro estremamente inquietante: parrebbe che non ci fosse alcuna relazione fra Flynn e Baines (se non amichevole) e che il presunto molestatore della ragazza fosse in realtà il fidanzato, con cui andava d'accordissimo. Flynn dunque si era inventato tutto? Se sì, perché? Richard scrive che il professore stava lavorando a un testo con teorie rivoluzionarie (fatto confermato da Laura, nel frattempo divenuta a sua volta docente): dov'è finito il manoscritto di tale testo? Keller indaga compulsivamente, al punto da intaccare i suoi rapporti personali: dopo essere stato lasciato dalla compagna e dopo avere raccontato i progressi dell'indagine a Peter, decide di lasciare l'incarico accettando una proposta di lavoro in California.
Anni prima, Roy Freeman non era riuscito a dare un colpevole all'omicidio del professore. Tutti i sospettati – Flynn, Baines, Simmons – avevano un alibi di ferro o non avevano un movente. Grazie all'indagine di Keller, il detective (oramai in pensione) decide di riprendere ufficiosamente le indagini. Un colpo di scena però sembra porre fine alla vicenda: un pluriomicida condannato alla pena capitale, Frank Spoel, in un'intervista a poche settimane dall'esecuzione confessa l'omicidio di Wieder; o meglio, asserisce di averlo aggredito ma di non avere voluto uccidere, bensì solo percuoterlo a causa di alcuni referti che il professore stilò contro di lui quando era un giovane paziente di un ospedale psichiatrico ove Wieder lavorava. Freeman viene colto dalla stessa frenesia che già aveva colpito Katz e Keller, e che aveva portato quest'ultimo a confidargli che sull'intera vicenda aleggiasse un inquietante fato. Incalzato anche da un terribile male, raccoglie i tasselli mancanti e dopo ventotto anni giunge infine alla soluzione del puzzle. L'anziano ex detective informa Keller, che a sua volta informa Katz; quest'ultimo riceve infine da Danna Olsen, compagna di Flynn, la seconda parte del manoscritto.

## Struttura
Il romanzo è composto da tre parti e da un epilogo. Ognuna delle tre parti ha un differente narratore (in prima persona): la prima l'agente letterario Katz, la seconda il cronista Keller e la terza il detective Freeman. La prima parte è quasi completamente occupata dal manoscritto (sempre in prima persona) di Flynn. L'epilogo, dopo la risoluzione del caso, viene narrato nuovamente da Katz.

## Personaggi
- Peter Katz: agente letterario di New York.
- Richard Flynn: pubblicitario originario di New York, invia a Katz la parte iniziale di un romanzo autobiografico.
- Danna Olsen: compagna di Flynn.
- Joseph Wieder: luminare di psicologia, criminologo, docente a Princeton fino al 1987, anno della sua morte.
- Laura Baines/Westlake: docente di psicologia alla Columbia University, ex coinquilina di Flynn ed ex allieva di Wieder ai tempi dell'università.
- Derek Simmons: tuttofare della villa di Wieder. Testimoniò di avere visto Richard e Laura da Wieder la sera prima dell'omicidio.
- Timothy Sanders: fidanzato di Laura, nel manoscritto di Flynn viene descritto come stalker della ragazza.
- Sarah Harper: amica di Laura ai tempi dell'università, testimoniò che l'amica trascorse da lei la notte in cui avvenne l'omicidio.
- John Keller: ex cronista del New York Post, è incaricato da Katz di trovare la seconda parte del manoscritto di Flynn.
- Harry Miller: detective privato, collabora con Keller nelle ricerche.
- Roy Freeman: detective in pensione che nel 1987 indagò sull'omicidio Wieder. Nel 2015 riprende le indagini dopo essere stato intervistato da Keller.
- Frank Spoel: pluriomicida, confessa di essere l'autore dell'aggressione a Wieder. Confida a Freeman che la sera prima dell'omicidio vide il solo Flynn in casa (e non Laura).

## Critica
Il romanzo è stato accolto in modo generalmente positivo dalla critica. La rivista Kirkus Reviews afferma che «Chirovici disegna bene i suoi personaggi e stuzzica il lettore con rivelazioni tempestive. Un puzzle omicida intelligente e sofisticato che piacerà sicuramente agli appassionati più letterari del genere». Altro elemento che ha entusiasmato i recensori è la narrazione multipla e il metodo narrativo "libro nel libro". Civilian Reader critica la velocità dell'intreccio: «Forse avrebbe dovuto essere più lungo e scritto con un ritmo più dolce?».

## Opere derivate
Nel 2024 Adam Cooper ha diretto un adattamento cinematografico del romanzo intitolato Sleeping Dogs con Russell Crowe nel ruolo di Roy Freeman.

## Edizioni
- Eugen O. Chirovici, Il libro degli specchi, Longanesi, 2017,  p. 336, ISBN 9788830446120. (Prima edizione in italiano)